# Ksawerów (gromada)
Ksawerów – dawna gromada, czyli najmniejsza jednostka podziału terytorialnego Polskiej Rzeczypospolitej Ludowej w latach 1954–1972.
Gromady, z gromadzkimi radami narodowymi (GRN) jako organami władzy najniższego stopnia na wsi, funkcjonowały od reformy reorganizującej administrację wiejską przeprowadzonej jesienią 1954 do momentu ich zniesienia z dniem 1 stycznia 1973, tym samym wypierając organizację gminną w latach 1954–1972.
Gromadę Ksawerów siedzibą GRN w Ksawerowie utworzono – jako jedną z 8759 gromad na obszarze Polski – w powiecie łaskim w woj. łódzkim, na mocy uchwały nr 31/54 WRN w Łodzi z dnia 4 października 1954. W skład jednostki weszły obszary dotychczasowych gromad Dąbrowa, Ksawerów, Nowa Wola Zaradzyńska, Kolonia Wola Zaradzyńska i Wieś Wola Zaradzyńska oraz parcelacja Widzew z dotychczasowej gromady Rypułtowice ze zniesionej gminy Ksawerów w tymże powiecie. Dla gromady ustalono 27 członków gromadzkiej rady narodowej.
1 stycznia 1959 do gromady Ksawerów przyłączono wieś, osadę pokarczemną i osadę młyńską Łaskowice, osadę Grzywienna, kolonię Lublinek i wieś Rypułtowice ze zniesionej gromady Łaskowice (powiat łaski), po czym gromadę Ksawerów włączono do powiatu łódzkiego w tymże województwie.
Gromada przetrwała do końca 1972 roku, czyli do kolejnej reformy gminnej. 1 stycznia 1973 w powiecie łódzkim reaktywowano gminę Ksawerów.